# Bankstatement
Bankstatement je jediné studiové album projektu Bankstatement britského hudebníka Tonyho Bankse. Album vyšlo v srpnu 1989 u vydavatelství Virgin Records a Atlantic Records a jeho producentem byl Banks spolu s kytaristou Stevem Hillagem.

## Seznam skladeb
Autorem všech skladeb je Tony Banks.
| Pořadí | Název                   | Délka |
| ------ | ----------------------- | ----- |
| 1.     | Throwback               | 4:39  |
| 2.     | I'll Be Waiting         | 5:56  |
| 3.     | Queen of Darkness       | 4:26  |
| 4.     | That Night              | 4:41  |
| 5.     | Raincloud               | 4:40  |
| 6.     | The Border              | 5:52  |
| 7.     | Big Man                 | 4:16  |
| 8.     | A House Needs a Roof    | 4:07  |
| 9.     | The More I Hide It      | 4:30  |
| 10.    | Diamonds Aren't So Hard | 5:12  |
| 11.    | Thursday the Twelfth    | 4:48  |

## Obsazení
Bankstatement
- Tony Banks – klávesy, syntezátory, kytara, zpěv
- Alistair Gordon – zpěv, doprovodné vokály
- Jayney Klimek – zpěv, doprovodné vokály

ostatní hudebníci
- Geoff Dugmore – bicí
- Pino Palladino – baskytara
- Dick Nolan – baskytara
- Steve Hillage – kytara
- John Wilson – zpěv
- Gary Barnacle – saxofon
- Pete Thorns – pozoun
- John Thirkell – trubka
- Derek Watkins – trubka
- Martin Ditcham – konga, ramburína
- Martin Robinson – saxofon